# Zingo
Zingo är en svensk läskedryck som introducerades hösten 1962 av Apotekarnes. Idag produceras drycken av Carlsberg Sverige.

## Historia

### Ingo-läsk
En läskedryck kallad Ingo-läsk lanserades våren 1960, uppkallad efter boxaren Ingemar "Ingo" Johansson. Extraktet till Ingoläsken tillverkades av AB Ingo-läsk i Stockholm och såldes till ett stort antal bryggerier runt om i landet som beredde läsken på licens. AB Ingo-läsk försattes i konkurs i november 1960. Det har senare ofta hävdats att lanseringen av Zingo år 1962 var en nylansering av Ingo-läsken under nytt namn. Bland annat har den senare tillverkaren Carlsberg Sverige hävdat detta.

### Lansering 1962
Zingo lanserades hösten 1962 av Apotekarnes. Den var från början en apelsindryck och marknadsfördes som "lätt" eller "försiktigt" kolsyrad.
Zingos ursprungliga etikett hade en enkel utformning bestående av namnet mellan två orange halvcirklar. Ervaco var reklambyrå för lanseringskampanjen. Zingo hade från början sloganen "försvinnande god", vilken skapades av reklammannen Odert von Schoultz. Art director för kampanjen var Buster Nyström.
År 1970 började Pripps tappa Zingo på Rigelloflaskor.

### Nya Zingo 1973
År 1973 gjordes en större nylansering av Zingo med nya smaker och ny grafisk design, "Nya Zingo". Apelsinsmaken gjordes starkare och kolsyrehalten högre. De nya smakerna banan, päron och choklad lanserades, följda av körsbärssmak 1974. Dessa smaker försvann ganska snart.

### Senare utveckling
I början av 2010-talet lanserades varianter med smak av ananas/apelsin och melon/citron. I april 2013 lanserades Tropical Zingo med smak av passionsfrukt. 2014 kom Zingo Citron Fläder. Sommaren 2017 kom Zingo Jordgubb Rabarber på 1,5-liters-flaska.

## Chokladzingo
Zingo Choklad var en kolsyrad läskedryck med chokladsmak vilken infördes 1973. Den var genomskinligt brun och blev inte särskilt omtyckt. Lena Nyman gjorde på 1970-talet en monolog som hette Stadslollan i revyn Glaset i örat av Hasse och Tage där hon säger: Och så klämde vi en avskedsbägare på renat och nya Zingo med chokladsmak. Zingo Choklad slutade av allt att döma att tillverkas redan introduktionsåret, då den inte förekommer i annonsering efter det.
Zingo Choklad förekom i den år 1997 sända serien Kenny Starfighter som drivmedel till ett domedagsvapen.